# 生駒家一夫
生駒家 一夫（いこまや かずお、本名：川上 耕司）は、日本の河内音頭歌手、俳優である。

## 来歴
少年時代は鉄砲博三郎に入門、14歳で初舞台に立った。学生時代は鉄砲光三郎に指導を受けた。その後、江河泉音頭の研究家・村井市郎からも音頭の起源から現代に至る節や文句の変遷について多くの知識を得た。
1972年（昭和47年）に近畿大学を卒業後、日本コロムビアより河内音頭と歌謡曲でレコードデビューした。以後数々のレコード、テープ、CDを発売した。
また、舞台での演技力を高める為に、劇団で3年間俳優として修業をし、テレビドラマへ出演した。

## 人物
毎年7・8月の盆踊りシーズンは繁忙期である。「勧進帳」「一の谷嫩軍記」「与話情浮名の横櫛」等、歌舞伎の時代物、世話物を始め、「紺屋高尾」「男の花道」の他、「関西ゼロ番地」「国民年金推進音頭」「若江歴史音頭」の如き新作も得意ネタとする。只今は「全国町おこし音頭」にも取り組み、企業や団体のコマーシャル、PR音頭の制作も手掛ける。
ボランティア活動では、元一般社団法人東大阪青年会議所理事、東大阪布施ライオンズクラブ会長、近畿大学校友会幹事、若江岩田駅前リージョンセンター企画運営委員会委員長、東大阪市民ふれあい祭り実行委員を務める。